# 戴维·古德赛尔
戴维·古德赛尔（1961年—）是一位美国生物化学家和分子生物学家，斯克里普斯研究所研究员，罗格斯大学教授，专攻结构生物学，是蛋白质结构软件AutoDock的主要开发者。